# Fête-Dieu au Pays basque
La Fête-Dieu d'Armendarits est une fête issue de l'histoire religieuse catholique.

## Historique
Besta Berri est l'équivalent en basque, littéralement la « fête nouvelle ». Officiellement instituée par le pape Urbain IV, en 1264, elle commémore la transsubstantiation, c'est-à-dire la transformation des deux espèces, que sont le pain et le vin, en corps et sang de Jésus-Christ, au cours de la messe.
Les Armendariztarrak (comme s'appellent les habitants d'Armendarits) apportent une grande importance à cette fête, qui fait aujourd'hui partie du patrimoine culturel basque et français, car depuis 2018 elle est inscrite à l'Inventaire du patrimoine culturel immatériel . En effet, au XIXe siècle, cette fête est illustrée, pour la première fois sur toile, par Marie Garay. Il est possible d'y voir une garde costumée en marche (et non en danse, comme le veut la tradition contemporaine). 
Même si l’Église catholique condamne cette pratique dans le Pays basque, des danses costumées interviennent encore dans cette célébration. À Armendarits, lors de la Fête-Dieu, il est toujours chose commune de voir une garde civile en fête, à l'intérieur comme à l'extérieur de l'église. Toutefois, cet engouement n'a pas toujours été aussi important. Des périodes d'interruption sont survenues, dont la dernière, entre 1979 et 1997, à cause d'un conflit interne au village, quant à la symbolique de l'événement : Alors que le mouvement séparatiste basque prend de l'ampleur, l'idée de représenter une telle armée avec le drapeau tricolore de « l’État oppresseur de la culture basque » est mal reçu. Le maire, lui-même, interdira ces défilés sur la voie publique pour éviter tous troubles à l'ordre public. 
Dans les années 2000, grâce à l'engagement des plus jeunes qui s'organiseront en association, avec le soutien de l'abbé du village, cette fête reviendra à la mode, même si la valeur religieuse a tendance à disparaître. Aujourd'hui, la Fête-Dieu est donc un spectacle, qui fait participer les associations culturelles et touristiques, ce qui permet d'avoir des moyens modernes tels que des amplificateurs sonores. Aujourd'hui, la procession est écourtée et le reposoir se trouve sur la place publique et non plus chez le maire. Alors qu'à l'unanimité, les locaux reconnaissent que ces processions attirent moins de monde qu'auparavant, les organisateurs continuent de veiller à ce que les significations de la Fête-Dieu originelle ne se perdent pas, tout en tentant de l'adapter aux attentes d'un public plus jeune.

## Fête religieuse et festivité rurale

### La fête du Saint-Sacrement
C'est le neuvième dimanche après Pâques que le calendrier liturgique catholique appelle ses fidèles à célébrer le Saint-Sacrement, en ce jour particulier. En basque, la Besta Berri, soit la « Fête nouvelle » est célébrée par une procession durant laquelle les rues et les façades des maisons du village sont parées de blanc et d'ornements végétaux (jonchée d'herbe, pétales de fleurs, branchages…). C'est réellement le moment-phare de cette fête. La particularité de cette fête pour le Pays basque, c'est qu'elle soit présente dans l'ensemble de ses villages. Sa seconde particularité est la présence d'une garde costumée et dansée pendant la procession. Ces derniers ont une chorégraphie préétablie aussi bien à l'entrée qu'à la sortie de l'église. Cette danse peut continuer sur la place du village ou à différents moments du pèlerinage avec le Saint-Sacrement. Il est important pour ces danseurs de considérer que cette procession ne soit pas un spectacle mais un acte de foi pour honorer cette fête et l'eucharistie, tout comme la décoration très colorée et gaie, dans le village. 

### La fête du village
À Armendarits, pour ses quelque 400 habitants, cette fête est un élément fondamental, d'un point de vue social : c'est le moment pour les habitants du village de se retrouver et de pouvoir vivre quelque chose ensemble. C'est aussi l'opportunité pour les natifs du village expatriés de revenir chez soi, retrouver la famille et les voisins d'enfance. C'est un événement qui tend à fédérer tout le village : le curé du village assure le rôle principal en célébrant les offices religieuses (messe et vêpres) et en portant l'ostensoir lors de la procession, même si cela peut parfois devenir un obstacle dans l'organisation, notamment du fait que le curé doit aussi assurer son service à Iholdy et Hélette, les villages voisins. C'est pour ces raisons qu'en 1998, lors de la reprise, que la messe est célébrée l'après-midi. En effet, le prêtre devait être à Hélette le matin et à Armendarits l'après-midi. Ce fonctionnement, perçu comme étant le plus adapté, pour tous, s'est donc maintenu jusqu'à ce jour. Dans un cas extrême, les villageois, par le biais de l'association du village Armendaristarrena, peuvent solliciter un curé retraité, n'étant plus responsable d'une paroisse. Alors que les hommes s'occupent de tondre l'herbe pour la jonchée et de toute l'organisation matérielle avec la sonorisation et l'installation de l'autel, les femmes sont chargées de la costumation de la garde, la décoration florale de l'église et du reposoir, en plus de la surveillance et l'habillement des enfants.

## La garde napoléonienne à l'honneur pendant la fête
Appelée aussi « garde nationale », cette escorte revêt d'une importance fondamentale au niveau liturgique, lors de la cérémonie de la Fête-Dieu. Toutefois, en plus de péleriner avec le curé et le Saint-Sacrement, dans le village, les anses et chants traditionnels sont à apprécier. Des anthropologues, tels Jean-Michel Guilcher, en 1972, et Marcel Etchehandy, en 1989 ont analysé cette garde. 
Organisée en deux files, voici comment se présente la garde, de la tête à la queue du cortège :  
| Nom Basque         | Equivalence Française                      | Fonction et symbolique |
| ------------------ | ------------------------------------------ | --- |
| Oillarak           | Les coqs                                   | Au nombre de deux, ces danseurs ouvrent la marche. Ce nom qui leur est attribué est dû à la représentation du gallinacé sur le bâton qu'ils manient. D'un point de vue symbolique, le coq représente le soleil dans la religion catholique. Il est aussi un symbole militaire qui rappelle le blason de la nation française. |
| Suisa              | Le Suisse                                  | Cette autre fonction de danseur est héritée de la Fête-Dieu de Saint-Martin-d'Arberoue, apparue pour la première fois en 1998 à Armendaritz à la suite du mariage d'une habitante du village et d'un homme originaire de ce village voisin. C'est cet homme lui-même qui assure cette fonction depuis son arrivée dans le village jusqu'à ce jour. Le Suisse a pour mission d'accompagner le quêteur dans les galeries de l'église. Cette fonction liturgique équivaut à celles des bedeaux au XVIIe siècle, chargés de la surveillance de l'église. |
| Lantzierak         | Les lanciers                               | Le rôle des lanciers est attribué aux meilleurs danseurs. Au nombre de deux, ils doivent pouvoir voler ou danser à la souletine, comme le disent des expressions locales. Comme tous les autres danseurs de l'escorte, (coqs, Suisse, sapeurs), ils portent un pantalon et des espadrilles à petits grelots, qui rythment la marche, et tintent à chaque pas. |
| Zampurrak          | Les sapeurs                                | Au nombre de six, les sapeurs suivent la même chorégraphie que les coqs et lanciers, avec moins de légèreté. Ils dansent près du sol et sont reconnaissables à la hache qu'ils portent sur l'épaule. Ils ont également une coiffe, un haut colback noir sur lequel, il y a des miroirs et des images pieuses. |
| Makilari           | Le tambour-major                           | C'est l'équivalent d'un chef de chœur. Il donne le rythme aux musiciens et coordonne la musique avec les temps d'arrêts et de pauses. Il doit faire preuve d'une grande dextérité pour garder le rythme de la musique avec son bâton. |
| La Banda           | L'harmonie                                 | Elle est intégrée à la garde du défilé. Depuis 1998, sa composition n'a pas changé. Elle est formée de plusieurs musiciens, étrangers au village, tous membres de la banda Koxegi. |
| Banderak           | Les porteurs de drapeaux                   | Il s'agit là des deux porteurs des drapeaux de la musique ou de l'air, reconnaissables à leurs tailles. Ils sont plus petits et légers, donc plus maniables. En effet, il faut pouvoir les faire tourner au rythme de la musique. À l'origine, dans le village d'Armendarits, ce rôle n'était pas dansé. Seulement, en 1998, un porteur de drapeau d'Hélette est arrivé au village par mariage. C'est ce dernier qui initia les porteurs de drapeaux du village à cette pratique chorégraphiée. Cependant, cela reste optionnel même si les plus anciens tendent à encourager la jeunesse à danser le plus possible pour perdurer les traditions.                                    |
| Banda              | La batterie-fanfare                        | Il existait une clique à Armendarits jusque dans les années 1970, qui ne s'est pas maintenue. Depuis 1998, le village fait donc, appel à une batterie-fanfare originaire de Larressore. Sa principale fonction est de jouer les rythmes militaires alors que l'harmonie joue les pas de danse. En effet, la Fête-Dieu ayant été interdite, la pratique de la batterie-fanfare à Armendarits n'avait plus aucune raison d'être, et a donc été délaissée. |
| Kapitaina          | Le Capitaine et l'officier (ou lieutenant) | Ils ne doivent pas danser et sont censés représenter l'ordre et l'autorité, tel le Suisse même si son rôle reste très protocolaire. |
| Banderariak        | Les porte-drapeau                          | Au nombre de quatre, ils marchent au pas et sont chargés de drapeaux assez lourds qu'ils doivent pouvoir maintenir droit tout le long de la procession. Il y a, parmi eux, les deux premiers porteurs avec le drapeau des anciens combattants et le drapeau de la commune (drapeau basque avec le blason d'Armendarits) Les deux suivants portent des drapeaux plus petits que sont le drapeau européen et l'ikurrina, le drapeau basque. Aujourd'hui, ces rôles peuvent être assurés par des jeunes femmes. |
| Aldareko soldaduak | Les soldats de l'autel                     | Au nombre de quatre, ils ont chacun un fusil à baïonnette et assurent l'escorte du Saint-Sacrement. |
| Soldaduak          | Les soldats                                | Le nombre de soldats peut varier d'une année à l'autre. Ils sont reconnaissables à leurs costumes : un pantalon et une chemise blancs, une cravate noire et une cinta verte, cette étoffe nouée autour de la taille, avec un béret rouge. Même si aujourd'hui, la hiérarchisation des rôles n'est plus socialement significative, il y a tout de même une différence de valeur entre l'avant et l'arrière du cortège, sans compter le prestige d'assurer un rôle liturgique plus important. Ce sont surtout les plus jeunes et les débutants qui assurent le rôle de soldats, afin d'avoir une vision générale pour mieux observer et assimiler les gestes et attitudes des anciens. |
| Jendermeak         | Les gendarmes                              | Au nombre de deux, ils clôturent le cortège et assurent la quête à l'extérieur de l'église. Ils font régner l'ordre notamment parmi les soldats qui les précèdent. Étant plus jeunes, ils sont supposés facilement distraits. |

## Déroulement de la fête
La fête se déroule sur trois grandes étapes avec tout d'abord les préparatifs, le dimanche de la Fête-Dieu et le dimanche de l'Octave. Une semaine avant Pâques, un comité de quatre à cinq personnes s'organise pour constituer les équipes de travail, lors de la Fête-Dieu. Le dimanche de Pâques, les rôles sont attribués. Une fois la liste des participants établie, la cheffe des couturières est contactée par le Capitaine pour entamer la costumation[Quoi ?]. 
Chaque lundi, entre Pâques et la Fête-Dieu, une dizaine de couturières bénévoles se réuniront pour recoudre et réajuster les costumes de l'année précédente. Pour remercier ces bénévoles, un dîner leur est offert à l'automne. Lors de la Fête-Dieu, une messe est célébrée l'après-midi, suivie d'une procession, puis, le défilé de la garde sur la place du village. Le dimanche suivant est celui de l'Octave. Il s'agit du dimanche suivant où le village répète l'événement. La journée commence avec le petit déjeuner offert aux musiciens par l'association alors que la garde se prépare à la mairie. Le cortège se regroupe ensuite sur la place du village pour former deux files indiennes et marche au rythme de la batterie-fanfare. Deux tours de la place sont ordonnés par le Capitaine. Le cortège s'arrête, ensuite, face à l'église pour procéder à l'entrée, sur un nouvel air de l'harmonie. Les gardes sont situés à la tête. Une fois à l'intérieur, chacun regagne la place qui lui est attribuée, soit près de l'autel ou dans la nef et l'allée centrale. Les quatre soldats de l'autel prennent leur fonction.
Pendant ce temps, le Capitaine et le Suisse sont chargés d'escorter le prêtre et les enfants de chœur depuis la sacristie jusqu'à l'autel. La messe peut, quant à elle, être dite en euskara : prières, chants, psaumes, lectures, homélie et eucharistie. À des moments précis de la messe, les musiciens peuvent jouer des extraits de ses répertoires tandis que les banderak fout tourner les "drapeaux de l'air" en rythme. Le Capitaine et le makilari (tambour-major) ont aussi des moments pour intervenir. La sortie de l'église se fait, ensuite, sur le même mode que l'entrée. Après la messe, la garde défile sur la place du village, puis vers la mairie, où les costumes sont enlevés, pour le déjeuner. Le maire, quant à lui, a pour mission d'inviter le prêtre chez lui pour le repas du midi. Les festivités reprennent l'après-midi, après costumation. 
Le maire et le curé marchent entre le Capitaine et l'officier pour rejoindre  l'église où les vêpres seront alors célébrées. Le maire accompagne le curé dans la sacristie pour attendre le Capitaine et l'officier qui reviennent les escorter. À l'issue des vêpres, la procession reprend. Sortent de l'église dans cet ordre : le porteur de la croix, le porteur de la bannière du Sacré-cœur, les coqs, les lanciers, les sapeurs, le makilari, les musiciens de l'harmonie, les banderak, la batterie-fanfare, les porte-drapeaux, les enfants tous vêtus de blancs (les jeunes garçons ont des fanions avec des dessins représentant le calice et l'Ostie ou l'ostensoir, puis viennent les jeunes filles avec des paniers emplis de pétales qu'elles jettent sur le chemin).